# Sin Po
Ne doit pas être confondu avec Sinpo.
Sin Po (littéralement : Nouveau journal) était un ancien journal peranakan en malais. D'abord publié dans les Indes orientales néerlandaises, puis en Indonésie, il défendait le nationalisme chinois et les intérêts des Chinois d'Indonésie. C'est dans ce journal que fut publié pour la première fois, en 1928, l'hymne national indonésien, Indonesia Raya.

## Apport
En plus de sa lutte contre le colonialisme néerlandais, Sin Po a aussi joué un rôle crucial dans le développement de la langue (l'indonésien est une forme de malais) et de la culture indonésiennes

## Histoire
La publication fut interrompue de 1942 à 1946.
De 1958 à 1965, il dut paraître sous d'autres noms à cause de changements de réglementation.

## Galerie

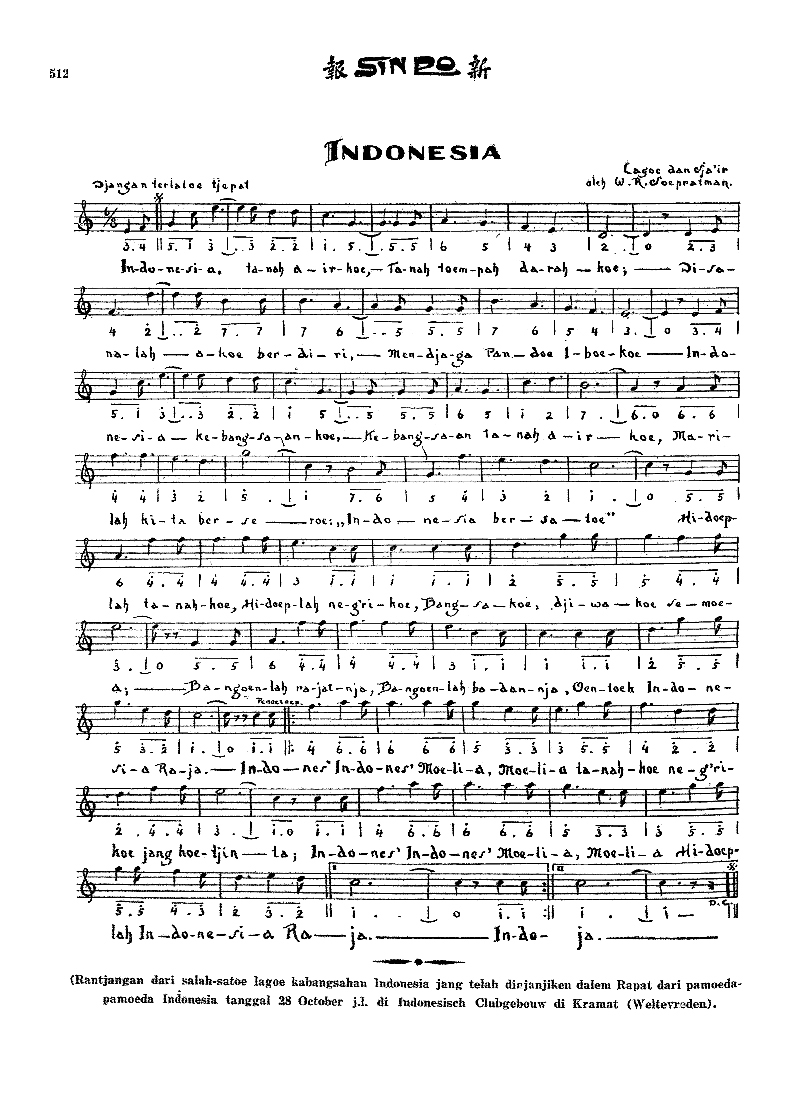
Première publication de l'actuel hymne indonésien, Indonesia Raya
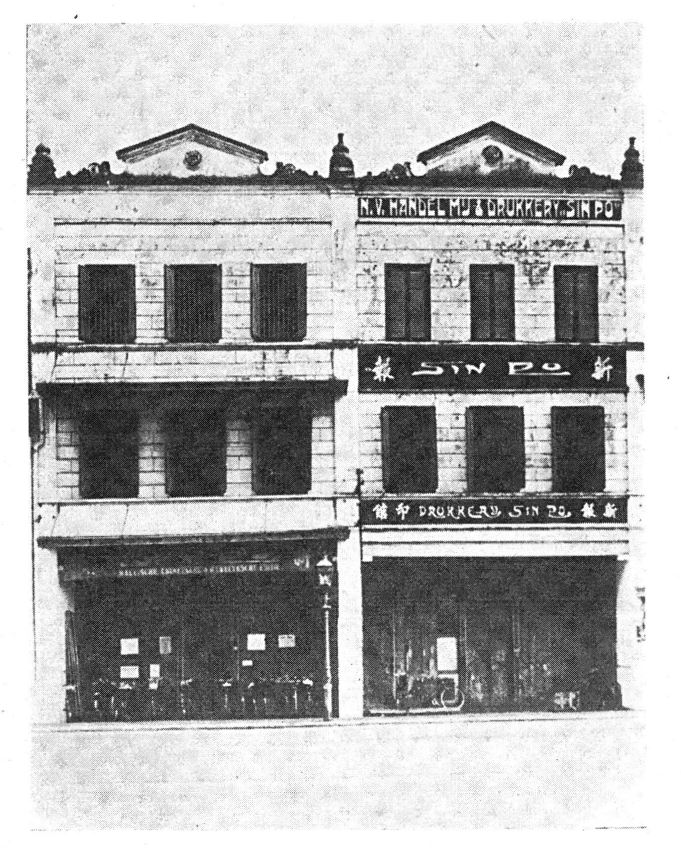
Les bureaux de Sin Po vers 1935

Contributeurs
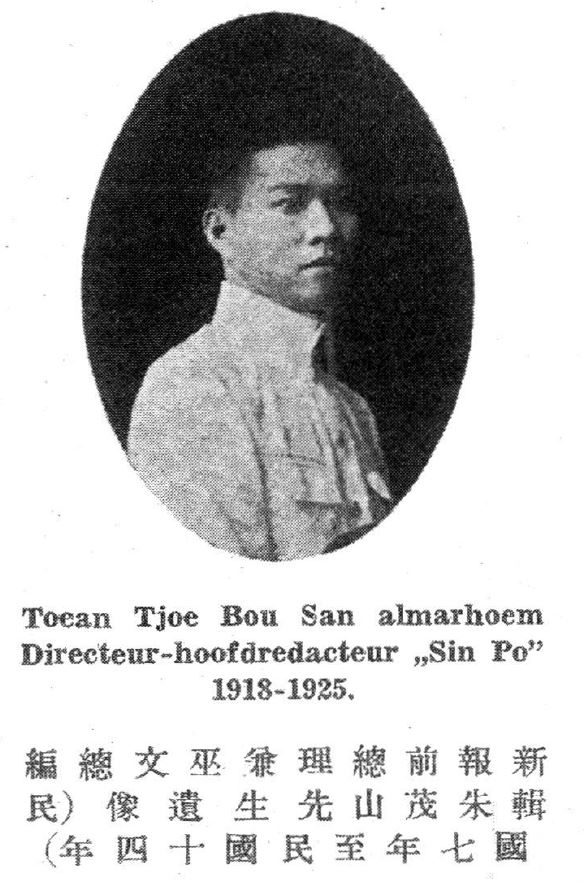
Tjoe Bou San (en)
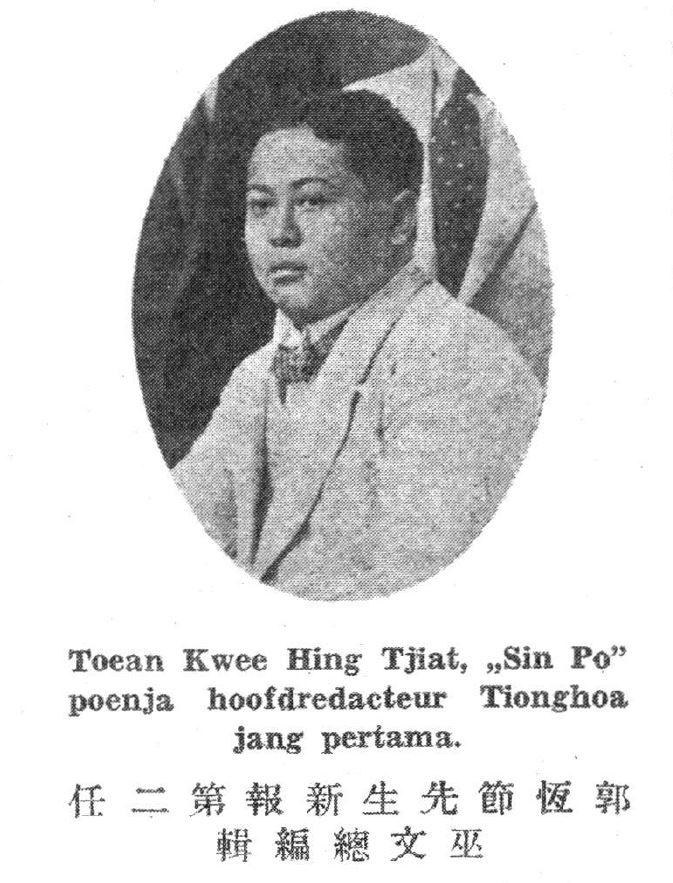
Kwee Hing Tjiat (en)
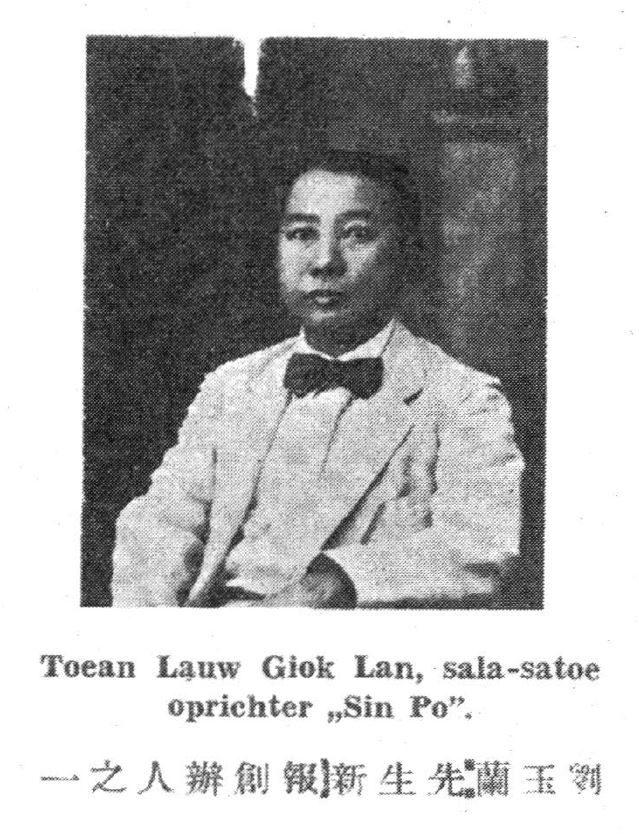
Lauw Giok Lan (en)